# Handball-Regionalliga Baden-Württemberg (Frauen) 2025/26
Die Handball-Regionalliga Baden-Württemberg (Frauen) 2025/26 ist die zweite Spielzeit der von der Oberliga Baden-Württemberg der Frauen in Regionalliga Baden-Württemberg (Frauen) umbenannten Liga, die unter dem Dach der Handballverbände Baden, Südbaden und Württemberg organisiert wird. Sie ist die höchste Spielklasse des Verbundes und wird hinter der 3. Liga als vierthöchste Spielklasse im deutschen Ligensystem geführt.

## Saisonverlauf
Die Regionalliga Baden-Württemberg (Frauen) wird in dieser Saison eingleisig aus 14 Mannschaften bestehen.

### Modus
Im Verlaufe der Saison treten die Mannschaften der Regionalliga jeweils in einer Hin- und Rückrunde gegeneinander an. Nach Abschluss der daraus resultierenden Spieltage qualifizieren sich Meister und Vizemeister für die Aufstiegsrelegation zur 3. Liga. Es steigen so viele Mannschaften ab (maximal vier), bis die Staffelstärke von vierzehn Teams incl. der Aufsteiger aus den Landesverbänden und möglichen Absteigern aus der 3. Liga erreicht ist.

## Teilnehmer
Nicht mehr dabei sind die Auf- und Absteiger der Vorsaison. Neu hinzukommen die Absteiger (A) der 3. Liga und die Aufsteiger (N) aus den Oberligen.
Mit Stand vom 9. Juni 2025 haben sich für die Spielzeit 2025/26 bislang folgende Vereine sportlich qualifiziert:
|     | Mannschaft                     | Sp | S | U | N | Tore | Diff. | Pkte |
| --- | ------------------------------ | -- | - | - | - | ---- | ----- | ---- |
| 1.  | TuS Schutterwald (RE)          |    |   |   |   |      |       |      |
| 2.  | HC Schmiden/Oeffingen (RE)     |    |   |   |   |      |       |      |
| 3.  | Sport-Union Neckarsulm 2       |    |   |   |   |      |       |      |
| 4.  | TPSG Frisch Auf Göppingen 2    |    |   |   |   |      |       |      |
| 5.  | TSV Bönnigheim                 |    |   |   |   |      |       |      |
| 6.  | HSG Leinfelden-Echterdingen    |    |   |   |   |      |       |      |
| 7.  | TuS Steißlingen                |    |   |   |   |      |       |      |
| 8.  | HG Oftersheim/Schwetzingen     |    |   |   |   |      |       |      |
| 9.  | SG H2Ku Herrenberg             |    |   |   |   |      |       |      |
| 10. | HSG Stuttgart-Metzingen II (A) |    |   |   |   |      |       |      |
| 11  | HSG Fridingen/Mühlheim (N)     |    |   |   |   |      |       |      |
| 12. | SF Schwaikheim (N)             |    |   |   |   |      |       |      |
| 13  | TSV Rintheim (N)               |    |   |   |   |      |       |      |
| 14. | HSG Freiburg 2 (N)             |    |   |   |   |      |       |      |

Handballverband Baden

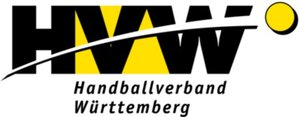
Handballverband Württemberg

(A) = Absteiger aus der 3. Liga, (N) = neu in der Liga, (R) = Rückzug, (RE) = noch im Relegationsmodus
  Meister und Aufstiegsrelegation zur 3. Liga 2026/27
  Vizemeister und Aufstiegsrelegation zur 3. Liga 2026/27
  Für die Regionalliga 2026/27 qualifiziert

## Aufstiegsrelegation zur 3. Liga (Frauen)
Am Ende der Saison wird mit den Regionalligameistern eine Aufstiegsrelegation zur 3. Liga (Frauen) durch den Deutschen Handballbund (DHB) ausgetragen. Dabei werden drei Gruppen in Nord, Mitte und Süd mit je vier Mannschaften gebildet. Jede Gruppe spielt eine Hin- und Rückrunde, wobei sich jeweils die zwei bestplatzierten Teams für die 3. Liga (Frauen) 2026/27 qualifizieren.
In der Südgruppe treten die Meister der Regionalliga Bayern (RL-B), Regionalliga Südwest (RL-SW) sowie Meister und Vizemeister der Regionalliga Baden-Württemberg (RL-BW) gegeneinander an. Am Ende der Relegation gilt bei Punktgleichheit der direkte Vergleich.

### Gruppe Süd
Ausspielung April bis Juni 2026.
|    | Mannschaft | Sp | S | U | N | Tore | Diff. | Pkte |
| -- | ---------- | -- | - | - | - | ---- | ----- | ---- |
| 1. | (RL-BW 1)  | 0  | 0 | 0 | 0 | 0:0  | +0    | 0:0  |
| 2. | (RL-B)     | 0  | 0 | 0 | 0 | 0:0  | +0    | 0:0  |
| 3. | (RL-BW 2)  | 0  | 0 | 0 | 0 | 0:0  | −0    | 0:0  |
| 4. | (RL-SW)    | 0  | 0 | 0 | 0 | 0:0  | −0    | 0:0  |

 Aufsteiger zur 3. Liga (Frauen) 2026/27.